# Ентърпрайз (CV-6)
Вижте пояснителната страница за други значения на Ентърпрайз.
Ентърпрайз (CV-6) (на английски: USS Enterprise) е самолетоносач на ВМС на САЩ, част от серия от три кораба клас „Йорктаун“, експлоатиран в периода от 1936 до 1947 г.

## История
„Ентърпрайз“ е най-известният самолетоносач на САЩ в годините на Втората световна война. Играе главна роля във военните действия, водещи се в Тихия океан, става пример за воденето на военни действия от нов характер.
„Ентърпрайз“ е вторият от трите кораба клас „Йорктаун“ и е приет на въоръжение през 1938 година. За щастие на екипажа, по време на нападението на Японския имперски флот над Пърл Харбър, „Ентърпрайз“, заедно с още два самолетоносача, се намира на стотици мили от пристанището.
Близо до остров Оаху „Ентърпрайз“ потопява японската подводница I-170. При нанасянето на авиоудар по Токио, през април 1942 година, съпровожда самолетоносача „Хорнет“.
Не участва в Битката за Коралово море, но още през юни същата година заедно със самолетоносача Йорктаун (CV-5), води тежки сражения край атола Мидуей. Самолети на „Ентърпрайз“ потопяват в тези сражения японските самолетоносачи „Кага“ и „Акаги“. Пикиращи бомбардировачи от неговото авиокрило, заедно с такива, прехвърлени от повредения „Йорктаун“, участват в потопяването на „Хирю“.
Два дни по-късно участват в атака срещу „Могами“, когото повреждат тежко. През август 1942 година превозва десантчици към Гуадалканал, в сражения край който самолети от неговото авиокрило свалят общ 17 японски самолети. В хода на сраженията край Източните Соломонови острови, на 24 август, японски бомбардировачи успяват да пуснат три тежки авиобомби върху му, вследствие на което се връща в Пърл Харбър за ремонт.
На 26 октомври, в сражения край островите Санта Крус, „Ентърпрайз“ е уцелен с нови три бомби, но продължава да приеме и изпраща самолети. На 13 ноември торпедоносци TBF „Авенджър“ потопяват вече повредения японски кораб „Хией“, а на следващия ден не по-малко от 26 бомби и шест торпеда, спуснати от самолети от неговото авиокрило, нанасят съкрушителен удар над японски ескорт от 11 кораба.
След дълъг ремонт „Ентърпрайз“ се връща в Тихия океан в средата на 1943 година. През февруари 1944 година взима участие в масиран удар по остров Трук, а също така в знаменитата акция на флота на САЩ – „Мариански лов“, водена в рамките на сраженията във Филипинско море.
На 18 януари 1946 година е въведен на док в пристанището на Ню Йорк, където да бъде деактивирани оръжейните му системи. Идеята е да стане музей, но тази идея е отхвърлена и „Ентърпрайз“ е нарязан за скрап.